# Paul Krohne
Paul Krohne (* 27. Dezember 2000 in Münster) ist ein deutscher Dartspieler.

## Karriere
Krohne spielt seit 2022 aktiv Darts und gewann schon früh regionale Turniere. Außerdem spielt er für Preußen Münster in der DDV-Bundesliga. Im Oktober 2023 qualifizierte er sich für die Super League Darts 2023, deren Sieger bei der PDC World Darts Championship starten durfte. Bei seinem Debüt in der Super League ging es gleich bis ins Achtelfinale, in dem er sich Nico Kurz knapp geschlagen geben musste.
Im Januar 2024 nahm Krohne an der Q-School der PDC teil und sicherte sich über die Rangliste eine Tour Card, die ihn zur Teilnahme an der PDC Pro Tour 2024 und 2025 berechtigt.
Bei der Super League Darts 2024 unterlag er Kai Gotthardt im Finale im Decider mit 7:8 Legs.
Krohne gab 2025 seine Tour Card ab. Er spielte daraufhin Ende Mai/Anfang Juni beim WDF-Turnierwochenende in der Schweiz mit, wo er sowohl bei den Swiss Open als auch bei den Helvetia Open das Halbfinale erreichte.

## Privates
Krohne studiert aktuell Bauingenieurwesen in Münster.

## Weltmeisterschaftsresultate

### PDC-Jugend
- 2024: Gruppenphase (5:2-Sieg über  Daan Bastiaansen, 5:3-Sieg über  Dylan Quinn, 2:5-Niederlage gegen  Jaymie Hilton-Jones)